# Phước Ninh, Thuận Nam
Phước Ninh là một xã thuộc huyện Thuận Nam, tỉnh Ninh Thuận, Việt Nam.

## Địa lý
Xã Phước Ninh nằm ở trung tâm huyện Thuận Nam, có vị trí địa lý:
- Phía đông giáp xã Phước Nam
- Phía tây giáp xã Nhị Hà
- Phía nam giáp xã Phước Minh
- Phía bắc giáp huyện Ninh Phước.

Xã có diện tích 26,79 km², dân số năm 2019 là 4.885 người, mật độ dân số đạt 182 người/km².

## Lịch sử
Xã Phước Ninh được thành lập vào ngày 10 tháng 6 năm 2009 trên cơ sở điều chỉnh 2.686,69 ha diện tích tự nhiên, 4.292 người của xã Phước Nam và được chuyển từ huyện Ninh Phước về huyện Thuận Nam mới thành lập.